# Марија Јовановић (књижевница)
Марија Јовановић (рођена 1. мај 1959, Косовска Митровица) српска је књижевница. Дипломирала је филозофију на Филозофском факултету Београдског универзитета. До сада је написала пет романа.
Члан је Српског књижевног друштва.

## Дела
- Сплеткарење са сопственом душом, 1999 - најчитанија књига 2003.[2]
- Као да се ништа није догодило, 2003.
- Иди, време је, 2006.
- Довољан разлог, 2008.
- Звуци из подморнице, 2013.

## Награде
- Женско перо 2000.[1]
- Златни хит либер, 2004, 2007. и 2009. године.[1]

## Галерија
- У Пироту на промоцији 2018. године
- У Пироту на промоцији 2018. године